# 16-та моторизована дивізія (Третій Рейх)
16-та моторизована дивізія (Третій Рейх) (нім. 16. Infanterie-Division (mot) — моторизована дивізія Вермахту за часів Другої світової війни. У листопаді 1942 дивізія була переформована на 16-ту панцергренадерську дивізію.

## Історія
16-та моторизована дивізія була створена 1 листопада 1940 шляхом переформування частки 16-ї піхотної дивізії.

## Райони бойових дій
- Німеччина (листопад 1940);
- Франція (листопад 1940 — квітень 1941);
- Угорщина (квітень 1941);
- Балкани (квітень — червень 1941);
- СРСР (південний напрямок) (червень 1941 — листопад 1942).

## Командування

### Командири
- генерал-лейтенант Фрідріх-Вільгельм фон Шапп'юї (нім. Friedrich-Wilhelm von Chappius) (1 листопада 1940 — 15 березня 1941);
- генерал-майор, з 1 червня 1941 генерал-лейтенант Зігфрід Генріці (нім. Sigfrid Henrici) (16 березня — жовтень 1941);
- генерал-майор Йоганес Штрайх (нім. Johannes Streich) (жовтень — листопад 1941, ТВО);
- генерал-лейтенант Зігфрід Генріці (листопад 1941 — 13 листопада 1942).

## Нагороджені дивізії
Нагороджені дивізії
1 березня 1942 розвідувальний батальйон нагороджений Сертифікатом пошани головнокомандувача сухопутних військ для військових формувань Вермахту (№ 780)
Нагороджені Сертифікатом Пошани головнокомандувача сухопутних військ для військових формувань Вермахту за збитий літак противника
- 16 жовтня 1941 — 1-ша рота 60-го моторизованого полку за дії 22 вересня 1941 (6);
- 16 травня 1942 — 3-тя рота 60-го моторизованого полку за дії 3 грудня 1941 (70);
- 16 серпня 1943 — 3-тя рота 156-го моторизованого полку за дії 25 вересня 1942 (328);
- 1 листопада 1943 — 2-га рота 675-го саперного батальйону за дії 5 вересня 1943 (433).

|  | Кавалери Нагрудного знаку ближнього бою в золоті                                                           | 12 |
|  | Кавалери Золотого Німецького Хреста                                                                        | 113 |
|  | Кавалери Срібного Німецького Хреста                                                                        | 3 |
|  | Кавалери Лицарського хреста Залізного хреста з Дубовим листям та Мечами                                    | 1 (№ 41 генерал-лейтенант Герхард фон Шверін — 04.11.1943) |
|  | Кавалери Лицарського хреста Залізного хреста з Дубовим листям                                              | 5 (№ 132 гауптман Карл Торлей — 11.10.1942 № 199 оберлейтенант Вернер Баумгартен-Крузіус — 27.02.1943 № 240 генерал-майор Герхард фон Шверін — 17.05.1943 № 254 оберлейтенант Гюнтер Клаппіх — 08.06.1943 № 351 оберст Генріх Фойгтсбергер — 09.12.1943) |
|  | Кавалери Лицарського хреста Залізного хреста                                                               | 32 |
|  | Кавалери Почесної відзнаки Сухопутних військ «Почесна застібка на орденську стрічку для Сухопутних військ» | 15 |

- Нагороджені Сертифікатом Пошани Головнокомандувача Сухопутних військ (4)